# Álvaro Catão
Álvaro Monteiro de Barros Catão (Rio de Janeiro, 30 de setembro de 1896 — Serra da Cantareira, 12 de agosto de 1941) foi um engenheiro e político brasileiro.

## Vida
Filho de Alberto Brandão Viriato Catão e de Cecília Januária Monteiro de Barros Catão. Casou com Luísa Amélia Torres Bocaiúva Catão, consórcio o qual nasceu Álvaro Luís Bocaiuva Catão. Formado em engenharia civil em 1918, pela Escola Politécnica do Rio de Janeiro.
Morreu em desastre aéreo na Serra da Cantareira em 1941.

## Carreira
- Foi gerente da organização Henrique Lage e da Estrada de Ferro Dona Thereza Christina, em Santa Catarina, iniciando sua atividade com Henrique Lage em 1919.
- Foi presidente da Confederação Brasileira de Desportos de 1933 - 1936.
- Foi o primeiro prefeito de Imbituba. Foi deputado à Assembleia Legislativa de Santa Catarina na 12ª legislatura (1925 — 1927), na 13ª legislatura (1928 — 1930), e na 1ª legislatura (1935 — 1937).